# Storia della Serie A1 di hockey su pista
La storia della Serie A1, ovvero la massima serie del campionato italiano di hockey su pista, è iniziata nel 1922 con l'organizzazione del primo campionato ufficiale e riporta gli avvenimenti salienti della massima divisione dal 1922 a oggi.
Il torneo ha assunto le seguenti denominazioni:
- Campionato italiano: 1922-1927
- Divisione Nazionale: 1928-1942
- Serie A: 1945-1983
- Serie A1: 1983 ad oggi

## Storia

### I tornei d'anteguerra
Il primo campionato nazionale fu disputato interamente a Milano nel 1922 e vi parteciparono quattro club; il torneo venne vinto dall'Excelsior Pola: la squadra dell'Istria iscrisse così per prima il proprio nome nell'albo d'oro del neonato torneo. I campionati del 1923 e del 1924 vennero vinti dalla squadra milanese dell'Hockey Club Sempione.

Dal campionato successivo venne alla ribalta la Triestina, che fu capace di vincere cinque titoli consecutivi dal 1925 al 1929. Da segnalare che dal 1928 il massimo campionato prese il nome di Divisione Nazionale. 

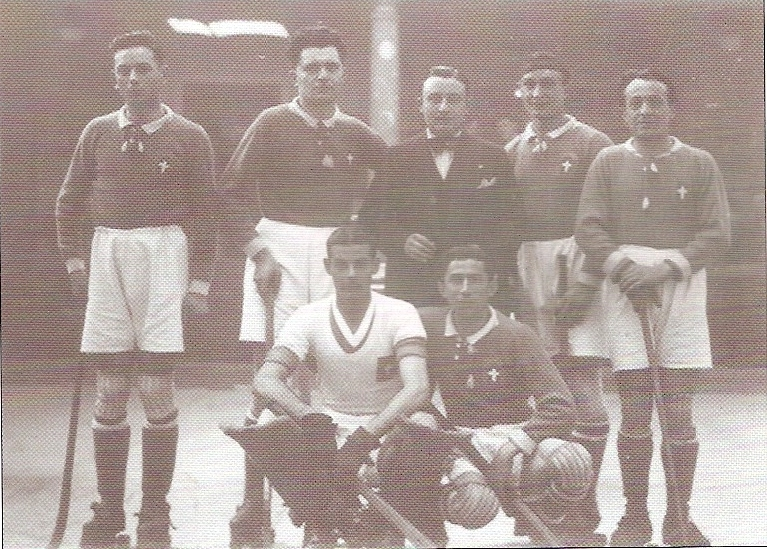
Formazione dell'Hockey Novara anni trenta, vincitore di sei scudetti. In piedi (da sinistra): Zavattaro, Drisaldi, il dirigente Monfrone, Cioccala, Gallina; accosciati: (da sinistra) Grassi e Cestagalli

Nel 1930, a soli sei anni dalla sua fondazione, l'Hockey Novara vinse il suo primo titolo iniziando così il suo primo ciclo di vittorie.
Nel 1931 il regolamento allora in vigore (nessun torneo e scudetto a tavolino ai campioni in carica) premiò i novaresi e lo scudetto finì nel loro palmarès.
A partire dal campionato del 1932 iniziò un duello sportivo tra l'Hockey Novara (composto, tra gli altri, da Angelo Grassi, Francesco Cestagalli e Fiorenzo Zavattaro) e il Milan Skating Hockey Club che durerà per diversi anni. In questo primo torneo le finali si disputarono a Roma, con nove squadre ai nastri di partenza che si affrontarono in un girone all'italiana. Decisiva ai fini dell'assegnazione del titolo risultò essere l'ultima giornata quando si affrontarono le prime due della classe: Hockey Novara e Milan. Al termine della gara il club novarese (battendo i milanesi per una rete a zero) si aggiudicò il suo terzo titolo consecutivo. Stesso copione anche per il torneo del 1933 ovvero Hockey Novara vittorioso sul Milan con il risultato di 4 a 3. Nel 1934 arrivò il quinto titolo consecutivo che concluse il primo ciclo vincente del club che permise agli azzurri piemontesi di eguagliare il record di cinque titoli consecutivi della Triestina. Nel 1935 il Milan vinse il titolo interrompendo così la supremazia dell'Hockey Novara. Nel 1936 il Novara tornò al successo conquistando il suo sesto titolo a Monza.

Dal campionato del 1937 e fino al 1942 vi fu il ritorno alla vittoria della squadra di Trieste sotto la nuova denominazione di Pubblico Impiego Trieste; da segnalare che nel 1941 con la vittoria del decimo titolo Trieste fu la prima squadra a conquistare la stella d'oro.

### L'immediato dopoguerra
Finita la Seconda guerra mondiale nel 1945 tornò il campionato di Serie A; il torneo fu vinto ancora una volta dalla Triestina che intanto aveva riassunto la sua denominazione originale. Nel 1946 il campionato, dopo una fase preliminare con tre gironi eliminatori, ebbe il suo apice a Novara dove si affrontarono, oltre alla squadra di casa, la Corniglianese Genova, la Triestina, il Milan, l'Edera Trieste e l'Assi Firenze. I piemontesi dopo aver vinto contro la capolista Corniglianese passarono al comando e battendo poi la Triestina per 1-0 riuscirono a vincere il campionato. Il campionato del 1947 vide tra le squadre partecipanti le finaliste dell'anno precedente più il neo-promosso Mirabello Monza. Alla fine l'Hockey Novara ebbe la meglio con 23 punti sull'Edera Trieste (20 punti) e sull'Hockey Club Monza (19 punti).
Nel 1948 il titolo andò all'Edera Trieste mentre nel 1949 lo scudetto tornò a cucirsi sulle maglie del Novara.

### Gli anni cinquanta

#### La nascita del girone unico e il dualismo Monza-Triestina (1950-1956)
Nel 1950 il torneo venne riformato e venne creato un girone unico all'italiana tra 8 squadre partecipanti; la prima classificata veniva proclamata campione d'Italia mentre l'ultima veniva retrocessa in serie B. Il torneo era disputato di solito da maggio/giugno fino a settembre in quanto le partite erano disputate all'aperto. 
L'edizione del 1950 iniziò il 18 giugno e si concluse il 17 settembre; al termine del girone di andata la classifica vedeva il Monza al primo posto con 12 punti e a seguire il Novara con 11. Il sorpasso del Novara si concretizzò alla decima giornata; i piemontesi vinsero per 4 a 2 contro la Triestina mentre i biancorossi brianzoli persero per 8 a 4 contro l'Edera. La certezza matematica dello scudetto per gli azzurri arrivò alla tredicesima giornata; battendo il Mirabello per 12 a 0 e sfruttando la concomitante sconfitta del Monza a Trieste il Novara si aggiudicò il decimo scudetto della sua storia; con tale vittoria la squadra si fregia della stella d'oro. Il DLF Trieste fu la prima squadra a retrocedere in serie B. 

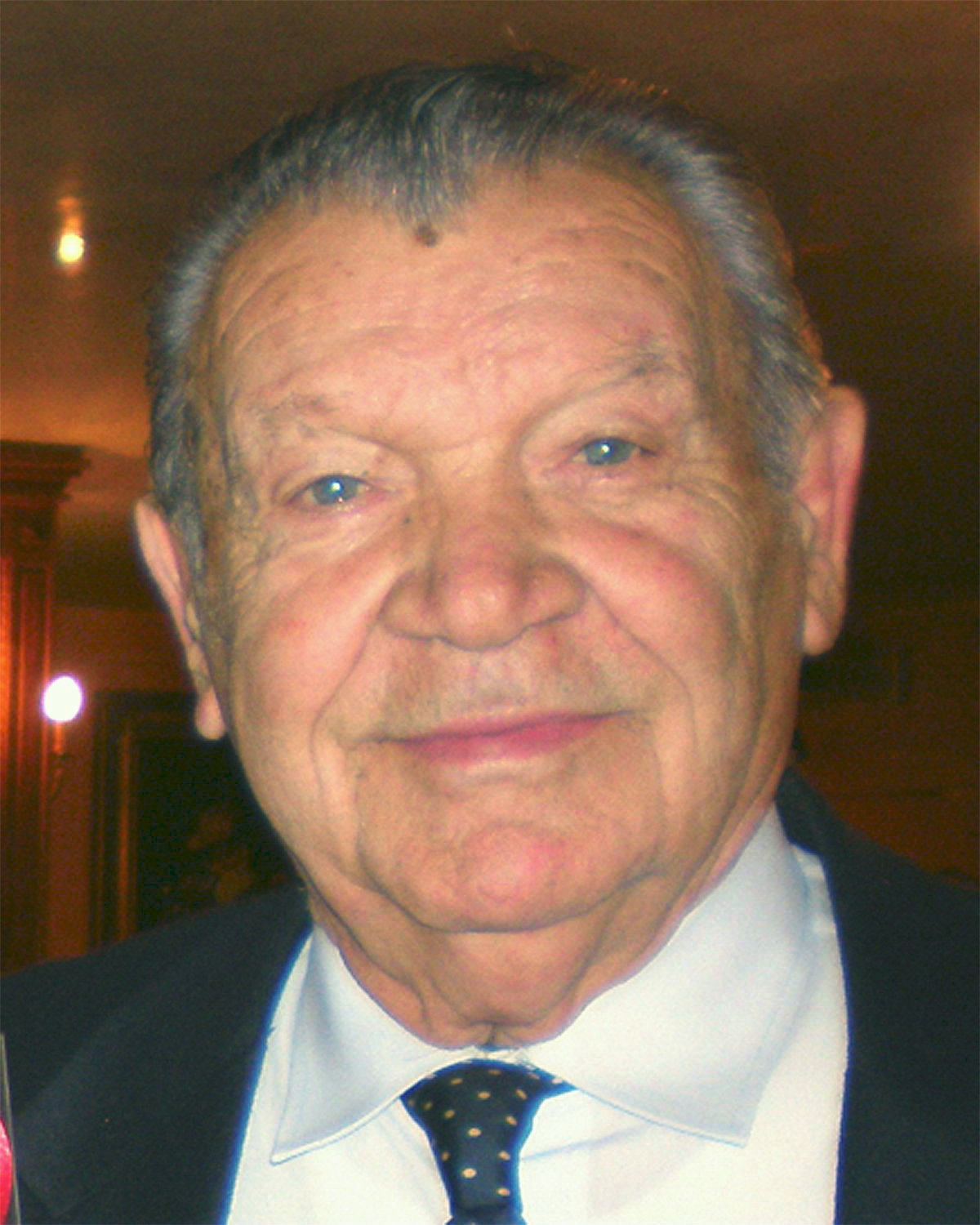
Ferruccio Panagini, capocannoniere del torneo per sei volte.

L'edizione successiva vide la prima vittoria del Monza; alla nona giornata vincendo lo scontro diretto contro i giuliani giocato a Monza il club brianzolo restò solo in testa al campionato. La certezza matematica del titolo arrivò alla penultima giornata quando il Monza pareggiando l'incontro contro l'Edera Trieste mantenne 3 punti di vantaggio sulla Triestina.
La Serie A 1952 fu caratterizzata dall'alternanza in testa alla classifica delle squadre di Monza, di Novara e della Triestina. Alla fine del girone d'andata si ritrovò in testa al torneo il Novara che però successivamente incappò in tre sconfitte consecutive lasciando spazio ai brianzoli e ai giuliani. All'ultima giornata il Monza aveva un punto di vantaggio sulla Triestina ma venne sconfitto dal retrocesso DLF Trieste e grazie alla concomitante vittoria la Triestina si laureò per la tredicesima volta nella sua storia campione d'Italia.
Anche il campionato successivo fu dominato come di consueto dal Monza, dal Novara e dalla Triestina. Fu il Monza con dieci vittorie e due pareggi (conquistati contro la Triestina) che sbaragliò le altre squadre non conoscendo alcuna sconfitta. All'ultima giornata i monzesi vinsero la gara contro il Pirelli di Milano e si laurearono per la seconda volta nella loro storia campioni d'Italia.
Il torneo del 1954 fu dominato dalla Triestina. La squadra giuliana prese la testa della classifica già alla seconda giornata per non lasciarla più chiudendo il torneo con tre punti di vantaggio sui rivali del Monza secondo in classifica e ben sette sul Pirelli terzo, laureandosi per la quattordicesima volta nella sua storia campione. Anche la stagione successiva fu dominata dalla Triestina. Gli alabardati presero la testa della classifica già alla terza giornata chiudendo il torneo con un punto di vantaggio sulla sorprendente Amatori Modena seconda in classifica e con due punti sul Monza; il Novara giunse settimo con soli nove punti e rischiando la retrocessione. 
Nel 1956 il Monza prese la testa solitaria della classifica alla quinta giornata di andata e riuscì a terminare il torneo in testa laureandosi così per la terza volta nella sua storia campione d'Italia. Al secondo posto si classificò l'Amatori Modena.

#### Il primo titolo dell'Amatori Modena e il ritorno del Novara (1957-1959)
L'edizione del 1957 sorrise all'Amatori Modena. Cinque vittorie in altrettante giornate permisero alla squadra gialloblu di raggiungere la vetta solitaria con dieci punti, seguita a ruota dal Novara e dalla sorprendente Lazio a quota otto. Più attardate erano il Monza campione in carica e soprattutto la Triestina che racimolò solo tre punti ed era in piena zona retrocessione. L'Amatori Modena il 31 agosto sconfisse in casa il Monza per 5 a 3 tornando da sola in testa alla classifica che non lascerà più, laureandosi per la prima volta nella sua storia campione d'Italia. A retrocedere in serie B fu il CRDA Monfalcone mentre lo spareggio salvezza venne vinto dal Pistoia ai danni del Forza e Costanza Brescia. 
Nel campionato successivo durante la prima parte del girone di andata il Monza, la Triestina e il Novara marciarono abbastanza compatte in testa alla classifica mentre era attardata l'Amatori Modena campione in carica. Dopo la settima giornata il Pistoia diede forfait e si ritirò dal campionato. Al termine della fase di andata il Monza era primo in classifica con 14 punti, a seguire il Novara con 13. Nel girone di ritorno invece prevalsero i piemontesi che alla decima giornata si issarono in cima al torneo contenendo il tentativo di ritorno del Monza. Gli azzurri si laurearono in questo modo per l'undicesima volta nella loro storia campioni d'Italia, vincendo il torneo dopo sette anni dal precedente del 1950.
Il Novara vinse ancora il titolo anche nel campionato successivo, Il Monza alla quinta giornata si portò in testa alla classifica seguito dal Novara e dalla Triestina. I brianzoli arrivarono ad avere alla dodicesima giornata ben quattro punti di vantaggio sui piemontesi e sembrarono avviati a vincere il titolo. Gli azzurri però non si arresero e nelle ultima quattro giornate recuperarono lo svantaggio grazie alla flessione del Monza che incappò in due sconfitte consecutive seguite da un pareggio; il Novara si laureò così per la dodicesima volta nella sua storia campione d'Italia.

### Gli anni sessanta

#### Il secondo titolo dell'Amatori Modena (1960)

Renzo Zaffinetti, vincitore della classifica dei marcatori per cinque volte negli anni '60.

Il campionato del 1960 venne dominato dall'Amatori Modena di Claudio Brezigar. La squadra emiliana prese la testa solitaria del campionato alla sesta giornata e non la lasciò più per tutto il resto della stagione collezionando 15 vittorie, 2 pareggi e 1 sola sconfitta laureandosi per la seconda volta nella sua storia campione d'Italia. Il Monza arrivò ancora una volta secondo a tre lunghezze dal Modena mentre al terzo posto si classificò il Novara campione uscente.

#### Il nuovo dualismo tra il Monza e la Triestina (1961-1968)
Dalla stagione 1961 al 1968 il torneo visse una seconda fase di dualismo tra il Monza e la Triestina che vinsero tutti gli otto campionati di questo periodo, quattro a testa. Nel 1960 in particolare fu caratterizzato dal duello tra i biancorossi del Monza e i campioni uscenti dell'Amatori Modena. Le due squadre marciarono compatte in testa alla classifica per tutto il girone di andata che terminarono con sedici punti a testa frutto di otto vittorie e una sola sconfitta per entrambe le compagini; più attardate erano il Novara con dodici e la Triestina con dieci punti. L'equilibrio venne spezzato a favore del Monza tra la dodicesima e la quattordicesima giornata dove i brianzoli riuscirono a issarsi in cima alla graduatoria in solitaria arrivando ad avere anche tre punti di vantaggio sui contendenti. Il Monza riuscì a chiudere il torneo con un punto di vantaggio sull'Amatori Modena ed a conquistare il quarto titolo della propria storia. La stagione seguente vide nelle prime battute il sorprendente Lodi portarsi in testa al torneo; i lombardi erano inseguiti dall'Amatori Modena di Claudio Brezigar e dalla Triestina. Il settimo turno vide il primo avvicendamento in testa alla classifica con i modenesi che sorpassarono il Lodi; il primato dei gialloblu durò tuttavia solo una giornata. Infatti dopo essere stati raggiunti al nono turno passò in testa al campionato la Triestina che infilando dieci vittorie consecutive prese la testa della classifica senza più lasciarla e laureandosi campione d'Italia con un turno di anticipo sulla fine del torneo. Nel 1963 fecero il loro esordio in massima serie il Bassano e il Follonica (con la denominazione Pro Follonica); entrambe le squadre furono fondate nella metà degli anni 1950 e rapidamente riuscirono a guadagnare la massima categoria del campionato. I due club, pur tra alterne fortune, sono stati e sono tutt'ora protagonisti nel panorama nazionale hockeystico vincendo svariati scudetti e coppe internazionali. La stagione del 1963 vide svilupparsi un torneo molto equilibrato senza nessuna squadra come dominatrice del campionato. La Triestina si portò in testa al torneo già alla terza giornata ma venne ripresa subito dalle rivali complice la sconfitta patita a Monza contro gli eterni rivali della Candy. Successivamente fu la volta del Monza che prese la testa della classifica in solitaria alla nona giornata e la mantenne per quattro turni; fu la sconfitta patita a Trieste contro la Triestina, che si vendicò della sconfitta della gara di andata, tolse ai brianzoli il primato. Fu proprio la Triestina alla penultima giornata a riportarsi in vetta del torneo vincendo in casa contro il Novara e a riuscire a conquistare il suo diciassettesimo titolo nella trasferta di Roma contro la Lazio.

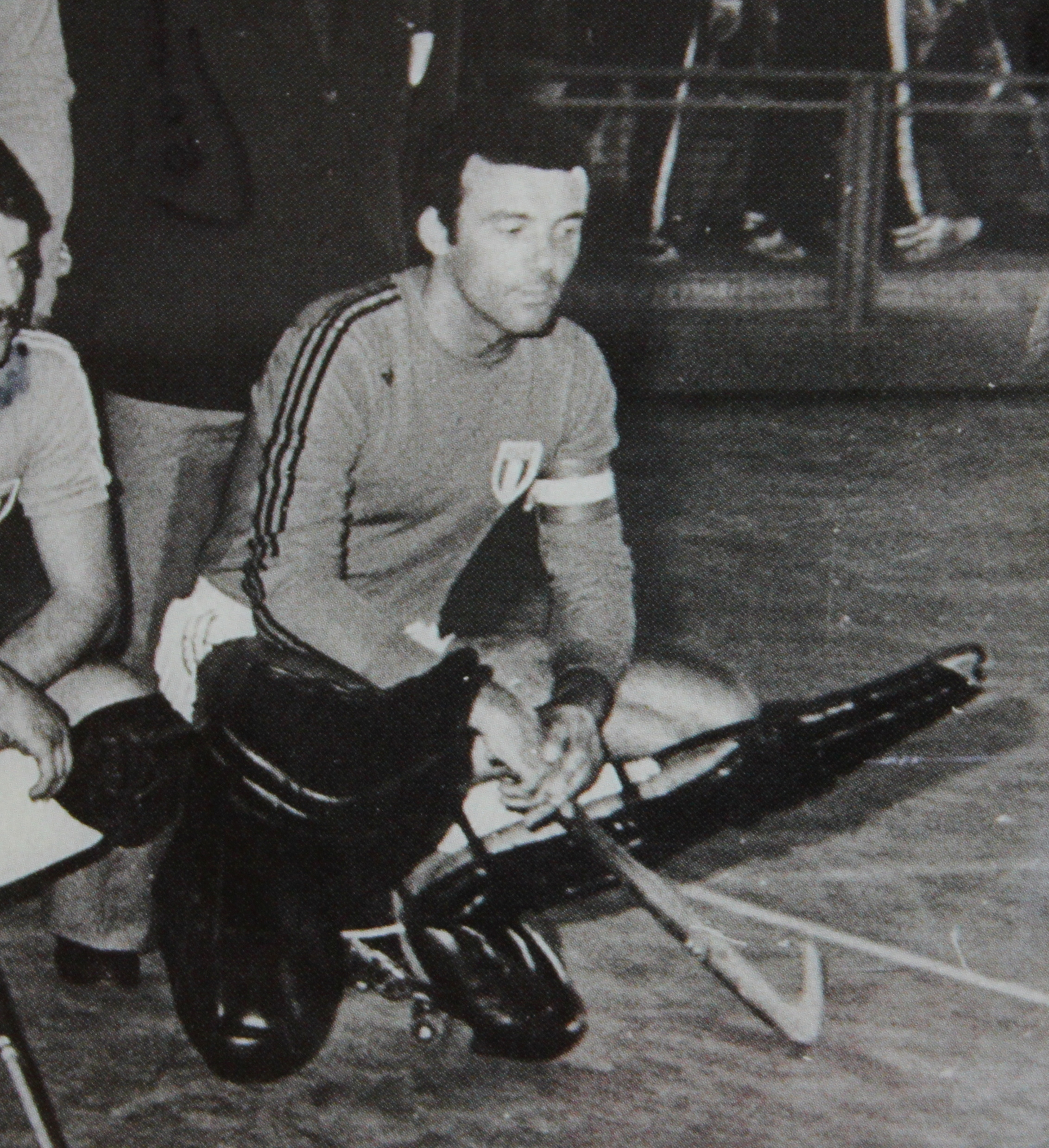
Fontana storico portiere del Bassano, qui ritratto con la maglia della Nazionale.

Nel 1964 La Triestina si aggiudicò il terzo titolo consecutivo, il diciottesimo complessivo. La partenza sorrise alla squadra alabardata ed a un ritrovato Novara; i due club infilarono quattro vittorie consecutive nelle prime quattro giornate portandosi in testa alla classifica seguite dall'Amatori Modena; il Monza invece rimase attardato subendo una sconfitta a Genova ad opera della neopromossa Bolzanetese e venendo sconfitto nello scontro diretto con la Triestina alla quarta giornata. Al quinto turno di campionato la squadra guidata da Mario Cergol sconfisse per 4 a 2 il Novara portandosi cosi in testa alla classifica. All'undicesima giornata il vantaggio della Triestina arrivo a quattro punti sull'immediata inseguitrice. Tra la tredicesima e la quattordicesima giornata complici un pareggio e una sconfitta sulla pista di Novara il gruppo di testa si ricompattò con la Triestina sempre in testa ma con un solo punto di vantaggio sui modenesi e due sui piemontesi. Si arrivò all'ultima giornata con i giuliani sempre in testa con due lunghezze di vantaggio sul Novara. Grazie al pareggio maturato a Valdagno contro il Marzotto la Triestina conservò un punto di vantaggio sul Novara laureandosi campione d'Italia. Il torneo successivo fu uno dei campionati più combattuti degli ultimi anni e infatti lo scudetto venne assegnato solo all'ultima giornata. La partenza sorrise alle solite compagine quali il Candy Monza, la Triestina, l'Amatori Modena e il Novara. Al sedicesimo turno le quattro squadre erano divise da un punto con la seguente situazione: Monza e Amatori 23, Novara e Triestina 22. Alla Penultima giornata Monza giocava in casa lo scontro diretto con la Triestina mentre Novara ospitava la Pro Follonica e l'Amatori Modena rendeva visita al Lodi. I biancorossi monzesi vinsero l'incontro e complice il pareggio dei modenesi tornarono in solitaria a comandare la classifica inseguiti dal Novara che aveva agevolmente vinto il proprio incontro. All'ultima turno al Monza fu sufficiente vincere contro il DLF Trieste per laurearsi campione d'Italia per la quinta volta nella propria storia. Grazie alla vittoria in campionato il Monza acquisì il diritto di rappresentare l'Italia nella prima edizione della neonata Coppa dei Campioni. La Serie A del 1966 vide il Monza confermarsi campione. La svolta del torneo giunse alla quindicesima quando la Candy vinse sul campo del Novara tornando in testa in solitaria per non lasciarla più laureandosi per la sesta volta, la seconda consecutiva, campione d'Italia. Da segnalare che il Novara vinse la prima edizione della Coppa Italia.

Beniamino Battistella capocannoniere del torneo.

Il campionato del 1967 fu caratterizzato da un equilibrio tra le varie squadre partecipanti; nessun team riuscì ad imporsi in maniera marcata. Fu l'Amatori Modena a prendere la testa della classifica ma fu subito scalzata da tale posizione al turno successivo dai campioni in carica del Monza; anche i brianzoli però persero subito la posizione venendo superati nuovamente dai modenesi e dal sorprendente Breganze. La lotta finale per il titolo arrise ai giuliani della Triestina che in questo modo vinsero per la diciannovesima volta il titolo. Questo fu l'ultimo campionato vinto dalla formazione di Trieste, guidata per l'ultima volta in panchina da Mario Cergol, prima di avviarsi a un lento declino che la porterà prima a retrocedere nelle serie inferiori del campionato e poi a cessare le attività.
Il torneo del 1968 vide il ritorno al titolo del Monza. Alla quinta tornata il Laverda Breganze si issò in cima alla classifica da sola con nove punti complice la sconfitta rimediata dai brianzoli in quel di Novara. I biancorossi si rifecero al turno successivo quando sulla pista di Pista di via Boccaccio sconfissero proprio i veneti agganciandoli in vetta. Fu solo alla dodicesima giornata che il Monza tornò in testa al torneo in solitaria grazie al pareggio in cui incappò il Novara sulla pista del Bassano. La certezza matematica del titolo per i brianzoli arrivò alla penultima giornata grazie alla vittoria maturata a Trieste contro gli eterni rivali della Triestina per 2 a 1; il Monza vinceva cosi il suo settimo scudetto ed ultimo scudetto. La squadra biancorossa non riuscirà più a vincere il titolo pur continuando a recitare un ruolo di protagonista nel campionato per altri trent'anni.

#### L'avvento del Novara di Robert Olthoff (1969)

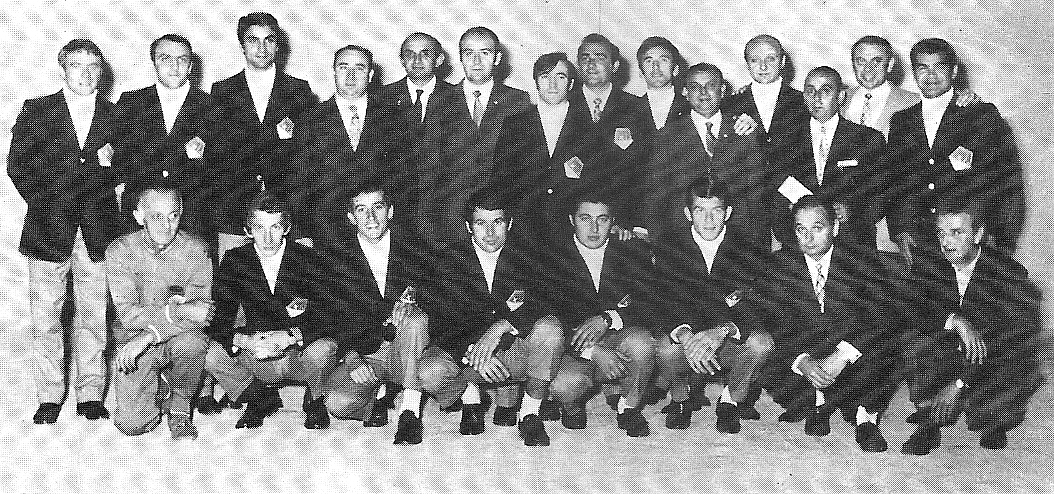
Giocatori, dirigenti e tecnici dell'Hockey Novara festeggiano il 13º scudetto del 1969, giunto dopo dieci anni dall'ultimo.

La stagione 1969 fu caratterizzata dal clamoroso ingaggio da parte del Novara, a partire dal girone di ritorno, del forte esterno della nazionale olandese Robert Olthoff; Olthoff dopo aver conquistato cinque titoli con il Residentie, nel 1969 passò appunto al Novara grazie al lavoro del presidente Santino Tarantola e al tecnico Ferruccio Panagini. Il giocatore fu il primo straniero del campionato italiano di hockey pista. Il torneo vide l'inizio dell'egemonia del Novara. Il club piemontese riuscirà nell'impresa di vincere sette titoli consecutivi (record ancora imbattuto) e quattro coppe italia e raggiungendo per due volte la finale della Coppa dei Campioni senza riuscire tuttavia a portare il trofeo in Italia. La squadra che cercò di resistere ai novaresi nel stagione del 1969 fu il Laverda Breganze che tra la quinta e la sesta giornata si portò in testa al torneo in solitaria; la sconfitta però subita in piemonte spianò la strada agli azzurri di Novara che infilando tredici vittorie di fila vinsero il loro tredicesimo scudetto centrato a due giornate dalla conclusione del campionato.

### Gli anni settanta

#### Il dominio del Novara (1970-1975)

Robert Olthoff, primo giocatore straniero del campionato italiano. Qui premiato dal presidente federale Gianni Mariggi

Il campionato del 1970 fu caratterizzato dal duello tra i campioni d'Italia del Novara e l'Amatori Modena. Furono proprio i modenesi a portarsi in testa alla classifica tra la terza e l'ottava giornata grazie a otto vittorie in altrettanti gare disputate. Alla nona giornata ci fu lo scontro diretto tre i novaresi e l'Amatori Modena con i primi che vinsero l'incontro agganciando i gialloblu in testa alla classifica. La svolta del torneo ci fu alla quarta giornata di ritorno quando l'Amatori Modena venne sconfitta a Monza dalla Candy e lasciò strada al Novara che vinse il torneo con un turno di anticipo. Robert Olthoff del Novara segnando 70 reti vinse la classifica dei cannonieri. Da segnalare che proprio nel 1970 fece il suo esordio in massima serie l'Amatori Lodi; il club giallorosso diventerà protagonista nel panorama hockeystico nazionale ed europeo durante gli anni '80 e '90. Il torneo del 1971 vide la terza affermazione consecutiva del Novara. All'inizio del torneo ci fu un equilibrio durato quattro giornate in cui al comando del torneo vi erano l'Amatori Modena e il Novara seguite dalla Candy Monza, dal Breganze e dalla Triestina. Alla quinta giornata però prese la testa solitaria della classifica la squadra guidata da Ferruccio Panagini. Il club piemontese non ebbe difficoltà a mantenere tale posizione; infatti il Novara riuscì a collezionare venti vittorie e due pareggi senza conoscere alcuna sconfitta durante tutto l'arco della stagione (arrivando cosi a cinquantatré risultati utili consecutivi con l'ultima sconfitta in campionato che risaliva alla stagione 1969). Da segnalare inoltre che alla forte formazione novarese fu aggiunto anche il fuoriclasse del Breganze, Beniamino Battistella. In questa stagione il Novara raggiunse anche la finale della Coppa dei Campioni dove però venne sconfitta dai campioni d'Europa in carica del Reus Deportiu. Il campionato successivo fu dominato ancora una volta dal Novara di Battistella e Olthoff. I piemontesi infilarono diciassette vittorie consecutive vincendo il titolo con cinque tornate di anticipo sulla fine del torneo. Al secondo posto si classificò il Laverda Breganze distanziato di ben quattordici punti. Il Novara raggiunse così i settantacinque risultati utili consecutivi con l'ultima sconfitta in campionato che risaliva alla stagione 1969. Dopo aver vinto anche la coppa Italia il Novara raggiunse anche la finale della Coppa dei Campioni dove però venne sconfitta nuovamente dai campioni d'Europa in carica del Reus Deportiu. La stagione 1973 vide come al solito la fuga in solitaria del Novara campione in carica capace di infilare nove vittorie consecutive e di prendere la testa solitaria già dalla quarta giornata. Da segnalare che dopo ottantaquattro turni di campionato la formazione piemontese incappò in una sconfitta in quel di Monza. In questo modo sia i brianzoli sia il Breganze si riavvicinarono in classifica alla squadra di testa. In particolare sarà il Breganze a duellare fino alla fine della stagione con il Novara; saranno comunque i piemontesi a spuntarla alla fine della stagione, laureandosi nuovamente campioni d'Italia per la quinta volta consecutiva. Il sesto titolo consecutivo per il Novara arrivò nella stagione del 1974; il torneo fu ancora una volta caratterizzato dall'egemonia del il club piemontese che prese la testa solitaria della classifica alla sesta giornata di andata e conquistò il sesto titolo consecutivo con cinque turni di anticipo sulla fine della stagione. Gli azzurri in questa stagione non ebbero rivali in grado di contrastarne la marcia in maniera efficace. Al secondo posto si classificò il Monza attardato però dalla capo classifica di tredici punti. Il settimo e ultimo titolo consecutivo, il diciannovesimo in totale, venne vinto dal Novara nel campionato del 1975. I piemontesi conclusero il torneo con trentanove punti quattordici in più del Breganze secondo classificato. In fondo alla classifica con soli sedici punti si piazzò l'Amatori Modena. I gialloblu retrocedettero in serie B dopo ventitré anni passati in massima serie e due scudetti vinti. Il club modenese si avviò ad un lento declino che lo portò negli anni '80 a dover ripartire dalla serie C. Tornerà stabilmente in serie A1 solo alla fine degli anni '90. Al termine della stagione Olthoff lasciò il Novara per tornare in patria chiudendo cosi un ciclo di vittorie importante per il Novara.

#### I titoli del Breganze, del Trissino, del Giovinazzo e la seconda stella del Novara (1976-1980)
La Serie A 1976 vide la fine del dominio novarese; la squadra orfana di Olthoff andò incontro ad un torneo sotto tono non riuscendo a ripetere le prestazioni dei tornei precedenti. Nel girone di andata fu il Monza a prendere la testa del torneo tallonato dal Breganze. Nel girone di ritorno furono i veneti a prendere la testa della classifica e sembravano avviati a vincere il torneo. Tuttavia al termine della stagione il Laverda Breganze e i lombardi si trovarono appaiati in testa alla classifica. Per decidere quale squadra fu campione d'Italia si dovette ricorrere per la prima volta ad uno spareggio. La gara fu disputata a Modena e vide i veneti di Breganze vincere per 7 a 4 laureandosi per la prima volta nella loro storia campioni. A retrocedere in serie B furono l'Atletico Forte dei Marmi e la Triestina; i giuliani vinsero solo due gare arrivando ultimi. Per il club alabardato fu l'inizio di una crisi che nel 1990 porterà la società a terminare l'attività sportiva.
Il campionato del 1977 vide il ritorno al titolo da parte del Novara. Al termine del girone di andata in testa al campionato vi erano il Novara e la neopromossa Viareggio con un punto di vantaggio sul Pordenone e due sulla coppia Follonica e Reggiana. Le più blasonate Breganze e Monza stavano invece disputando un campionato deludente con i brianzoli che erano penultimi ed in piena zona retrocessione. L'inizio del girone di ritorno fu favorevole ai piemontesi che con due vittorie e un pareggio allungarono in classifica sulle rivali portando a tre i punti di vantaggio che diventeranno quattro alla 20ª giornata. In zona retrocessione si facevano sempre più critiche le posizioni del Monza e del Grosseto con i toscani vicini alla discesa in serie B. Gli azzurri di Novara riuscirono a vincere il titolo alla penultima giornata grazie al pareggio raccolto contro il Trissino; questo fu il ventesimo titolo di campione d'Italia e oltre a vincere il campionato il club novarese fu il primo in Italia a cucirsi sulle maglie le due stelle (la Juventus nel calcio conquistò il 17º scudetto, la Pro Recco nella pallanuoto era ferma a 14, mentre l'Olimpia Milano nella pallacanestro era ferma a 19 come la Triestina nell'hockey su pista). A retrocedere in serie B furono il Grosseto e il Monza; per i brianzoli fu la prima volta ed il campionato perdeva un'altra protagonista dopo la retrocessione dell'anno precedente della Triestina. Tuttavia, a seguito di un reclamo del Monza in quanto la sfida salvezza contro il CGC Viareggio si protrasse oltre i termini prescritti, la Federazione decise di reintegrare le due società retrocesse (Monza e Grosseto) a seguito dell'allargamento dei quadri di Serie A che passava da 12 a 14 squadre. Il campionato del 1978 fu un torneo molto combattuto. Nel girone di andata dopo una prima fuga del Breganze tra la terza e la quarta giornata furono i campioni uscenti del Novara e il Follonica a prendere la testa del campionato sorpassandosi a più riprese inseguite dal sorprendente Trissino. Nel girone di ritorno furono ancora queste tre compagini a fungere da battistrada. A quattro turni dalla fine il Novara si staccò dal gruppo di testa complici due sconfitte consecutive mentre il Trissino infilava quattro vittorie consecutive vincendo per la prima volta il titolo di campione d'Italia. Il campionato del 1979 vide la seconda vittoria nel torneo del Breganze. I veneti e l'AFP Giovinazzo al termine della stagione erano appaiate in testa alla classifica, ragion per cui si dovette ricorrere ad uno spareggio come già avvenuto nella stagione del 1976. La sfida fu disputata a Follonica il 14 luglio e vide i vicentini avere la meglio sui pugliesi per 7 a 6.

1980: Pino Marzella campione d'Italia con la maglia dell'AFP Giovinazzo

Il campionato 1979-1980 fu il primo torneo ad essere disputato su due anni invece che sul singolo anno solare. Fu la Goriziana a prendere la testa della classifica grazie a una serie di risultati consecutivi senza sconfitte.Nel girone di ritorno la squadra di Gorizia crollò inaspettatamente e ne approfittarono il Giovinazzo e il Monza che la scavalcarono. Il duello per lo scudetto si risolse tra la diciannovesima e la ventiduesima giornata dove furono i pugliesi a prendere il largo guidati dal bomber Pino Marzella e a vincere per la prima volta lo scudetto. L'AFP in questa stagione trionfò anche in Coppa delle Coppe vincendo la prima coppa europea da parte di una squadra italiana.

### Gli anni ottanta

#### I titoli dell'Amatori Lodi e della Reggiana (1980-1982)

L'Amatori Lodi campione d'Italia

La Serie A 1980-1981 vide il duello tra l'Amatori Lodi e la Reggiana del bomber Pino Marzella ingaggiato dall'AFP Giovinazzo. Fu proprio la Reggiana a prendere il comando della classifica alla quinta tornata concludendo il girone d'andata in testa al torneo seguita proprio dai lodigiani. Il secondo confronto diretto fra le due formazioni di testa, disputato in occasione della prima giornata di ritorno, si concluse nuovamente in parità (2-2) grazie a una rete di Belli a pochi minuti dalla fine. I giallorossi raggiunsero gli emiliani in vetta alla classifica dopo la partita seguente, per poi tornare subito in svantaggio e infine superare i rivali in virtù della vittoria interna per 4-3 sul Laverda Breganze. Il duello si protrasse sino all'ultima giornata di Serie A: l'Amatori arrivò alla sfida decisiva, in programma a Gorizia contro la formazione locale, con una lunghezza di margine sui reggiani. Davanti a oltre un migliaio di propri sostenitori giunti da Lodi, i giallorossi si imposero per 4-1 assicurandosi così il loro primo scudetto. La stagione successiva fu caratterizzata dalla sfida tra la Reggiana, che si confermava come squadra guida dell'epoca dell'hockey italiano, dalla neo promossa Amatori Vercelli e dall'AFP Giovinazzo. Il girone di andata vide proprio i piemontesi guidati da Beniamino Battistella chiudere al primo posto in classifica seguiti dalla Reggiana e dal Giovinazzo. Furono gli emiliani a prendere il comando della classifica nel girone di ritorno instaurando un duello con i gialloverdi piemontesi in seconda posizione distanti un solo punto dalla prima della classe. Lo scudetto venne assegnato all'ultima giornata. L'Amatori Vercelli andò a Valdagno e vinse l'incontro per quattro a tre ma la concomitante vittoria degli emiliani sulla pista del Novara vanificò il tentativo di rimonta consegnato lo scudetto per la prima volta nella sua storia alla Reggiana. In questa stagione retrocedette, tra le altre, il Laverda Breganze dopo diciassette annate passate in serie A.

#### Il ciclo dell'Amatori Vercelli (1982-1986)
La stagione 1982-1983 vide iniziare il ciclo vincente dell'Hockey Club Amatori Vercelli. Nell'estate del 1980 Giuseppe Domenicale fu eletto presidente del sodalizio gialloverde; vennero ingaggiati Mino Battistella, nel duplice ruolo di allenatore-giocatore, il portoghese Jaime Cardoso e altri giocatori come Franco Girardelli, Borrini, Rollino e Alessandro Cupisti e il fuoriclasse argentino Daniel Martinazzo. Il campionato venne chiuso in vetta durante la stagione regolare e terminato con il titolo di campione d'Italia dopo lo spareggio in quel di Viareggio, dove l'Amatori Lodi viene sconfitta con il risultato di 6 a 1, a seguito della leggendaria gara 3 di finale al nuovo Palaisola con il goal di Martinazzo per il 2 a 2 finale a meno di un minuto dalla fine davanti a più di 3.500 spettatori.

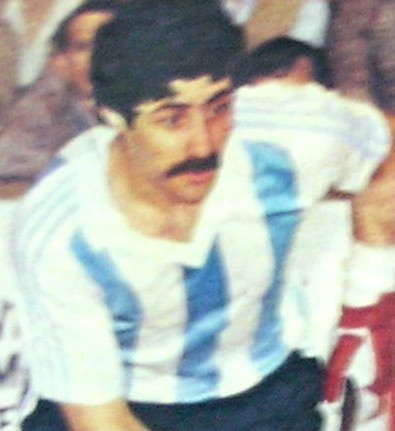
Il fuoriclasse argentino Daniel Martinazzo, due volte scudettato con l'Amatori Vercelli nella prima metà degli anni 1980.

La serie A1 1983-1984 si concluse con il secondo titolo di campione d'Italia per la compagine vercellese, ormai avviata a essere una realtà sportiva di grande richiamo sia a livello nazionale che europeo: nello spareggio di Trissino l'Hockey Club Monza di Aguero e Marzella venne sconfitto nettamente per 5 a 2. Il Novara interruppe la serie di vittorie dell'amatori nel torneo 1984-1985 ma la successiva stagione 1985-86 risultò nuovamente trionfale per i colori gialloverdi, grazie anche all'innesto di fuoriclasse come lo statunitense Trussel (capocannoniere ai mondiali disputatisi a Novara l'anno precedente), Crudeli e soprattutto Marzella: dopo l'esaltante serie di semifinale contro i rivali di Novara conclusasi in gara 5 grazie allo storico goal a un secondo dal termine di Pino Marzella in un PalaIsola gremito all'inverosimile con oltre 3.000 persone, il Bassano di Girardelli viene sconfitto abbastanza facilmente in 4 gare di finale e giunge quindi il terzo e al momento ultimo scudetto per la società vercellese.